# Чемпионат России по хоккею с шайбой среди женщин 2003/2004
Чемпионат России по хоккею с шайбой сезона 2003/2004 среди женских команд — девятый чемпионат России среди женщин. Проводился с 9 октября 2003 года по 25 февраля 2004 года. В первенстве страны участвовало шесть команд. Впервые в чемпионате приняли участие команды «Торнадо» (Дмитров) и фарм-клуб ХК СКИФ (Москва).
Чемпионом России стал ХК СКИФ Москва, серебряные медали завоевал ХК «Торнадо» Дмитров, а бронзовые медали завоевал ХК «Спартак-Меркурий» Екатеринбург.
Изначально первый этап чемпионата должен был завершиться 27 февраля, а затем должны были состояться серии стыковых матчей за 1-2 места и за 3-4 места. Но один из матчей между командами «Торнадо» и «Спартак-Меркурий» не был сыгран из-за болезни хоккеисток «Спартака-Меркурия». Матч был перенесён на более поздний срок, однако «Спартак-Меркурий» устраивало и техническое поражение — по регламенту чемпионата при равенстве очков с «Торнадо» «Спартак-Меркурий» оказывался выше по результатам личных встреч. ФХР приняла решение закончить чемпионат России в апреле – после чемпионата мира. Но несыгранный матч не состоялся и после него. В итоге второе место было присуждено ХК «Торнадо», третье – ХК «Спартак-Меркурий».

## Турнирная таблица
| М | Команда                         | И  | В  | ВО | Н | ПО | П  | ЗШ  | ПШ  | О  |
| - | ------------------------------- | -- | -- | -- | - | -- | -- | --- | --- | -- |
| 1 | СКИФ Москва                     | 30 | 29 | 0  | 0 | 0  | 1  | 230 | 24  | 87 |
| 2 | «Торнадо» Дмитров               | 30 | 19 | 1  | 2 | 0  | 8  | 153 | 70  | 61 |
| 3 | «Спартак-Меркурий» Екатеринбург | 30 | 20 | 0  | 1 | 0  | 9  | 156 | 54  | 61 |
| 4 | «Локомотив» Красноярск          | 30 | 9  | 0  | 2 | 0  | 19 | 97  | 100 | 29 |
| 5 | «Факел» Челябинск               | 30 | 8  | 0  | 3 | 1  | 18 | 100 | 106 | 28 |
| 6 | Спартак-СКИФ-2 Москва           | 30 | 0  | 0  | 0 | 0  | 30 | 26  | 408 | 0  |

Примечание: М — место, И — количество игр, В — выигрыши в основное время, ВО — выигрыши в овертайме, Н — ничейный результат, ПО — поражения в овертайме, П — поражения в основное время, ЗШ — забито шайб, ПШ — пропущено шайб, О — очки.